# For Frihed
For Frihed (tidligere PEGIDA Danmark) er en bevægelse, som er imod fundamentalistisk islamisering af Danmark. 
Bevægelsen er inspireret af den tyske PEGIDA-bevægelse (som er en forkortelse af tysk: "Patriotische Europäer gegen die Islamisierung des Abendlandes" på dansk: "Patriotiske europæere mod islamiseringen af Vesten"), som opstod i efteråret 2014 i Dresden, og siden har bredt sig til en lang række tyske byer.

## Historie
Blev startet i januar 2015 af Nicolai Sennels, tidligere folketingskandidat for Dansk Folkeparti. Sennels meldte sig samtidigt ud af DF.
Den 23. marts 2015 meddelte Nicolai Sennels at PEGIDA Danmark skifter navn til For Frihed.
For Friheds demonstrationer har bl.a. tiltrukket personer fra det yderste højre.

## Angreb på demonstrationer
I 2016 blev der flere gange udført angreb på For Friheds demonstrationer.
Den 3. september 2016 blev adskillige moddemonstranter anholdt, da For Frihed holdt sin almindelige demonstration den første lørdag i måneden. Moddemonstranter kastede med røgbomber.
Den 17. december 2016 afholdt For Frihed en demonstration. Uidentificerede personer kastede med kanonslag mod demonstrationen og 3 personer blev anholdt.
Den 7. januar 2017 blev 4 demonstrationsdeltagere (herunder en 75-årig kvinde) efter demonstrationen angrebet på Nørreport Station. En demonstrationsdeltager blev slået i ansigtet med knytnæve og måtte søge skadestue.

## Angreb på deltagere
I 2016 blev der udført flere kriminelle handlinger mod specifikke medlemmer af For Friheds ledelse. Den 1. november 2016 blev talskvinde Tania Groth udsat for politisk hærværk, idet gerningsmænd på hendes gadedør med spraymaling skrev: "Vi ved hvor du bor".
Den 2. december 2016 blev For Friheds advokat og ledelsesmedlem Rasmus Paludan, også medlem af Lars Vilks Komiteen, udsat for politisk hærværk, idet en rude om natten blev knust på hans kontor. En pulverslukker tændt med gaffertape blev herefter kastet ind i kontoret, som blev efterladt med et tykt lag pulver på alle flader.
Den 3. december 2016 blev fotograf Eyvind Dekaas bil fundet udsat for omfattende hærværk. Bilens dæk var punkterede og bilens flader var påført spaymaling med politiske budskaber. Eyvind Dekaas meddelte herefter, at han er frygt måtte trække sig fra at dække politisk vold.